# Ester Bock
Ester Bock (født 23. marts 1936 i Sønderjylland, død 25. juni 2025) var en dansk forfatter.
Ester Bock var uddannet magister i litteraturhistorie og arbejdede med voksenundervisning, bl.a. som lærer i folkehøjskolen. I 1971 udgav hun sin første børnebog, der startede hendes karriere som børnebogsforfatter. I 1977 udgav hun salmesamlingen Psalt. Siden skrev hun flere børnebøger samt sangbar lyrik.